# (1040) Klumpkea
(1040) Klumpkea – planetoida z pasa głównego asteroid okrążająca Słońce w ciągu 5 lat i 180 dni w średniej odległości 3,11 au. Została odkryta 20 stycznia 1925 roku w Algierze przez Benjamina Jekhowsky’ego. Nazwa planetoidy została nadana na cześć Dorothei Klumpke Roberts (1861–1942), wybitnej astronom urodzonej w San Francisco. Przed jej nadaniem planetoida nosiła oznaczenie tymczasowe (1040) 1925 BD.